# Huixquila
Huixquila är en ort i Mexiko.   Den ligger i kommunen Ixcateopan de Cuauhtémoc och delstaten Guerrero, i den södra delen av landet, 120 km sydväst om huvudstaden Mexico City. Huixquila ligger 1 859 meter över havet och antalet invånare är 109.
Terrängen runt Huixquila är lite bergig. Runt Huixquila är det ganska glesbefolkat, med 35 invånare per kvadratkilometer. Närmaste större samhälle är Taxco de Alarcón, 19,9 km öster om Huixquila. I omgivningarna runt Huixquila växer huvudsakligen savannskog.